# Oak Park (Michigan)
Oak Park è un comune degli Stati Uniti d'America, situato nello Stato del Michigan, nella Contea di Oakland. La città è un sobborgo di Detroit e si trova nella zona a nord della metropoli.